# Antonio Paganin
Antonio Paganin (né le 18 juin 1966 à Vicence, dans la province de Vicence, en Vénétie) est un footballeur italien. Il jouait au poste de défenseur.

## Biographie

### Carrière de joueur
Antonio Paganin commença sa carrière dans l'équipe des jeunes de Bologne FC pendant une saison (1981-1982), saison où il contribuera à la victoire de la Ligue italienne des étudiants. Après une courte présence en Série C avec le Bologne FC, il rejoint la Sampdoria de Gênes et fait ses débuts en Séria A. Il gagnera à deux reprises la coupe d'Italie avec la Sampdoria, en 1985 et en 1988. Après quatre saisons à Gênes, deux à l'Udinese, il rejoint l'Inter Milan en 1990. Il jouera de 1990 à 1995 pendant lequel il remportera la coupe UEFA à deux reprises, en 1991 et en 1994. Après cela, il jouera une saison à Bergame puis une autre saison à Vérone.

## Palmarès
- Sampdoria
  - Vainqueur de la coupe d'Italie en 1985 et 1988.

- Inter Milan
  - Vainqueur de la coupe de l'UEFA en 1991 et 1994.